# Old Faithful Inn
Ne doit pas être confondu avec Old Faithful Lodge.
L'Old Faithful Inn est un hôtel situé dans le parc national de Yellowstone aux États-Unis et qui offre une vue dégagée sur le geyser Old Faithful. L’architecte à la base de la construction se dénommait Robert Reamer. Son style architectural est de type rustique. Il est composé essentiellement de bois et de pierres. Par exemple, le foyer du feu pèse plus de 500 tonnes pour une hauteur d’environ 25 mètres. Ce style architectural est aussi connu aux États-Unis sous le nom de National Park Service Rustic (en). L’hôtel est un des derniers de son genre aux États-Unis.

## Histoire
La construction débuta l’hiver 1903-1904 en employant des matériaux locaux dont des rondins de pin tordu et de la pierre de rhyolite. Lorsque l’hôtel ouvrit ses portes au printemps 1904, il disposait déjà de lumières électriques et était chauffé grâce à un chauffage central.
L’auberge s’est étendue et modifiée plusieurs fois. En 1913, l’aile orientale fut ajoutée à la structure de base comprenant déjà 120 chambres et en 1922 le restaurant fut agrandi. En 1927-1928, l’aile occidentale fut ouverte tandis que le bâtiment central était élargi. Toutes ces modifications étaient toujours suivies par le même architecte. Un système automatisé d’extinction contre l’incendie (sprinklage) fut placé en 1948.

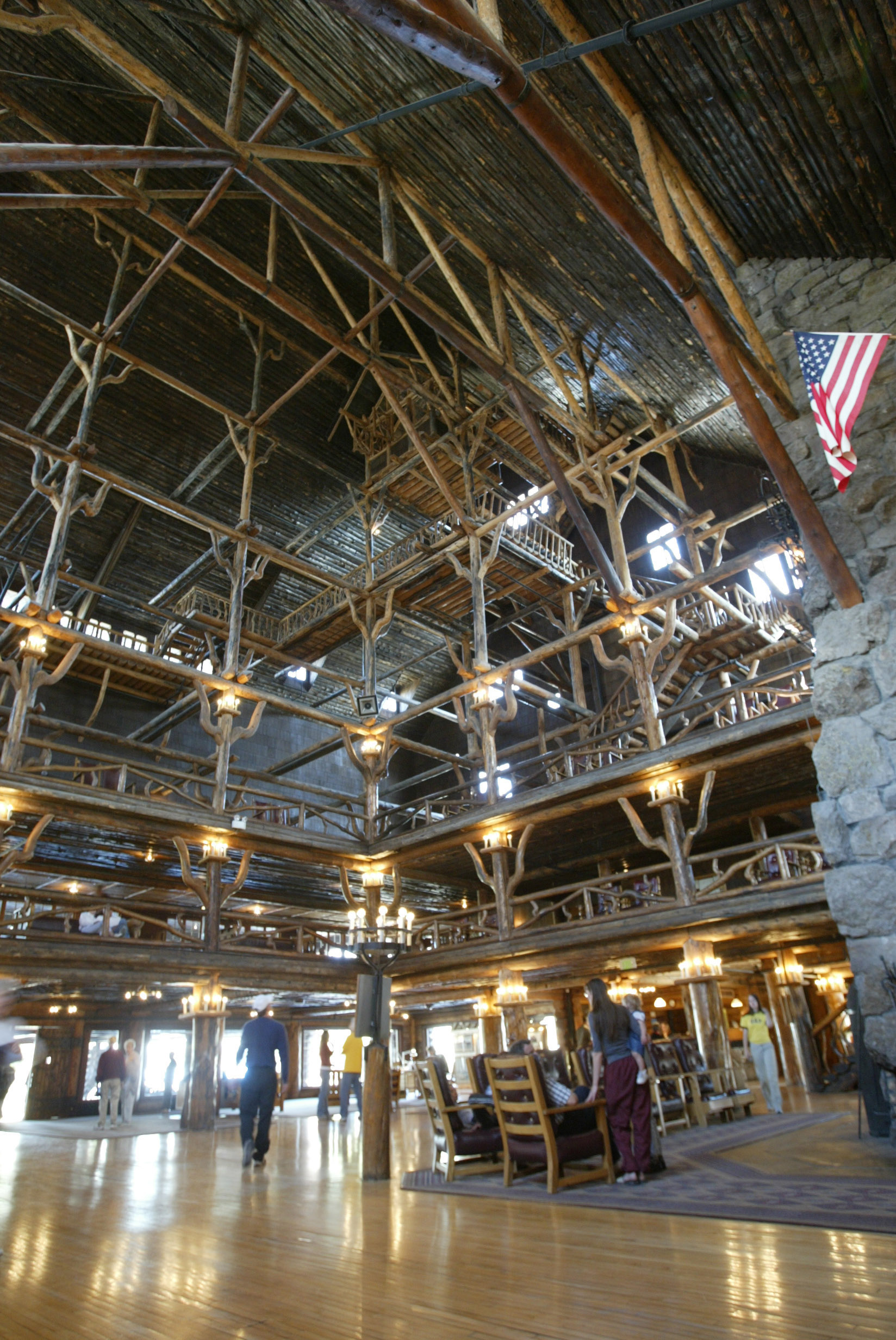
Intérieur.

L’hôtel apparut dans le film Yellowstone en 1936. De nombreuses célébrités ont visité l’hôtel. Notons ainsi Theodore Roosevelt (1903), Warren Harding (1923), Calvin Coolidge (1927), et Franklin Roosevelt (1937). Tout comme les autres hôtels du parc, les infrastructures fermèrent durant la seconde guerre mondiale. Le parc ne fut par ailleurs pas préparé pour accueillir le grand nombre de visiteurs lors de la réouverture de 1946.
Le 17 août 1959, l’Old Faithful Inn fut touché par le tremblement de terre du lac Hegben (en). La cheminée du foyer du restaurant et le foyer de la salle d’entrée furent endommagés. Certaines zones furent interdites au public par mesure de sécurité. Lors de la réparation, la partie extérieure de la cheminée en pierres fut remplacée par une cheminée métallique.
L’auberge est un National Historic Landmark depuis 1987. En 1988, l’hôtel fut menacé par le gigantesque incendie du parc Yellowstone. Il fut sauvé grâce aux pompiers et au système d’extinction automatisé.
Les chambres de haut standing furent rénovées de 1998 à 1999. En 2004, une célébration fut organisée pour fêter les 100 ans de l’édifice. Un projet de rénovation (2004 à 2008) de plusieurs millions de dollars fut lancé pour permettre à l’hôtel de répondre aux normes sismiques de l’époque. Le remplacement des installations électriques, de chauffage et des sanitaires et le retour à l’apparence originale du bâtiment constituaient également le cœur du projet.
L'établissement est membre des Historic Hotels of America depuis 2012.